# 毛利信二
毛利 信二（もうり しんじ、1957年6月1日 - ）は、日本の国土交通官僚。京都市副市長、国土交通省土地・建設産業局長、国土交通省総合政策局長、国土交通審議官、国土交通事務次官等を歴任した。退官後、住宅金融支援機構理事長。

## 人物・経歴
島根県松江市内中原町生まれ。島根県立松江北高等学校を経て、1981年 東京大学法学部卒業、建設省入省。1997年 建設大臣秘書官事務取扱。1999年 建設省大臣官房文書課企画官。2001年 国土交通省関東地方整備局建政部長。2002年 内閣府本府産業再生機構設立準備室参事官。2003年 国土交通省大臣官房地方課長。2004年 京都市副市長。2007年 国土交通省総合政策局不動産業課長。2008年 国土交通省大臣官房参事官（人事）。2009年 国土交通省大臣官房人事課長。2010年 国土交通省大臣官房政策評価審議官兼大臣官房秘書室長。2011年 国土交通省大臣官房審議官（国土政策局担当）。2012年 国土交通省大臣官房審議官（住宅局担当）。2013年8月1日、国土交通省大臣官房総括審議官。2014年1月28日、国土交通省土地・建設産業局長。2015年7月31日、国土交通省総合政策局長。2016年6月21日、国土交通審議官。2017年7月7日、国土交通事務次官。2018年7月31日、退官。2019年 三井住友信託銀行顧問、全日本不動産協会特別顧問、不動産保証協会特別顧問、日本都市政策研究所顧問。2020年全日本不動産協会全日みらい研究所所長、土地総合研究所理事長。2021年4月1日、住宅金融支援機構理事長。